# ساروجه علیا
ساروجه علیا، روستایی از توابع بخش مرکزی شهرستان شاهین‌دژ در استان آذربایجان غربی ایران است. زبان گفتاری مردم این روستا کردی سورانی با لهجه مکریانی می‌باشد.

## جمعیت
این روستا در دهستان محمودآباد قرار دارد و براساس سرشماری مرکز آمار ایران در سال ۱۳۸۵، جمعیت آن ۵۷۱ نفر (۱۰۱ خانوار) بوده‌است.